# Roderich
Roderich (španělsky Rodrigo, arabsky ‏لذريق, Ludharíq, latinsky Rodericus či Rudericus) (7. století? – 711) byl poslední král Vizogótské říše, vládnoucí krátkou dobu v letech 710–711. O Roderichovi se nedochovalo mnoho jistých informací. Vládl nad částí Pyrenejského poloostrova, zatímco zbytku vládli další uzurpátoři, prohrál bitvu s arabskými nájezdníky, vedenými Tárikem ibn Zijádem. Roderich v bitvě padl a Arabové s Berbery si posléze podrobili celou Hispánii. Poblíž Arcos de la Frontera existuje hrobka krále „Rodriga“ a jeho postava se stala legendární jako „poslední král Gótů“. Předpokládá se, že Roderichova vdova Egilona byla později provdána za Abd al-Azíze ibn Músu.

## Původ
O Roderichově původu informuje pouze jediný zdroj, pozdně asturská kronika krále Alfonse III., není však žádný konkrétní důvod k pochybnostem o její důvěryhodnosti. Podle Kroniky Alfonse III. tak Roderichův otec Theodefred byl synem vizogótského krále Chindaswintha a bratr krále Rekkeswintha. Se smrtí krále Rekkeswintha roku 672 a následném proklamaci Wamby za krále, který nepocházel z dosavadní vládnoucí dynastie, přišel Chindaswinthův rod o svou dosavadní moc. Proto se Roderichovo zvolení králem chápalo jako návrat zapuzené dynastie.
Král Egica Roderichova otce Theodefreda podezříval ze spiknutí a nařídil mu opustit hlavní město Toledo. Podle Kroniky Alfonse III. Theodefred odešel do Córdoby, kde si také vzal ženu jména Ricila, Roderichovu matku. Datum Roderichova narození není jisté, klade se do doby po nástupu krále Egicy na trůn v roce 687.

## Cesta k moci

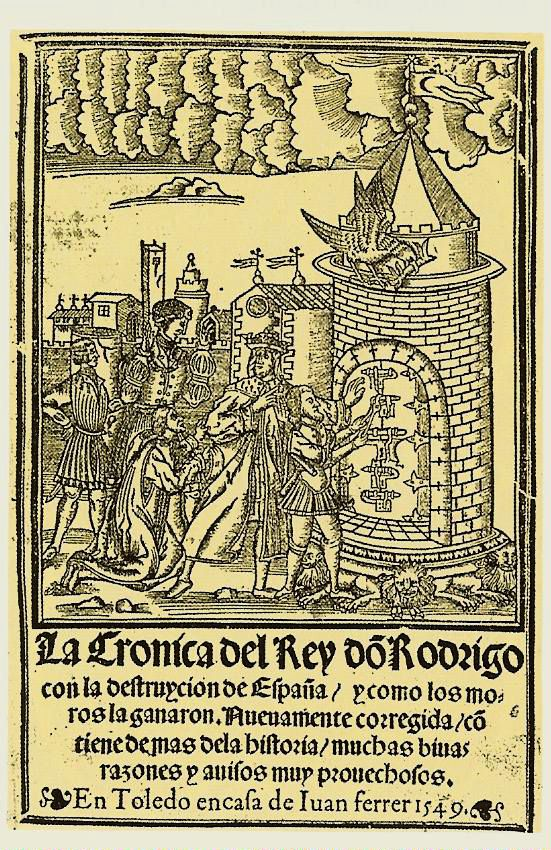
Obálka Kroniky krále Rodriga (Crónica del rey Rodrigo)

Před svým nástupem na trůn pravděpodobně Roderich s titulem dux spravoval provincii Hispania Baetica. Hlavními prameny o Roderichově panství v jižní Hispánii je latinsky psaná kronika Continuatio Hispana, nicméně její líčení je velmi omezené a detaily jsou kvůli autorově špatné znalosti latiny obtížně pochopitelné. Podle Continuatio Hispana Roderich království bouřlivě napadl na výzvu senátu. Otázka, co přesně tato zpráva znamená byla předmětem rozsáhlých diskusí mezi historiky. Podle vizigótského zákoníku Lex Visigothorum nebyla Vizigótská říše dědičnou, ale volitelnou monarchií. Průběh volby krále probíhal podle ustanovení přijatými čtvrtým toledským koncilem. Senát, který se na Roderichově uzurpaci podílel, bylo pravděpodobně shromáždění „vedoucích velmožů a snad některých biskupů“. Účast církevních představitelů na převratu je však zpochybňována, někteří vědci poukazují na to, že podpora ze strany biskupů s činu označeném jako uzurpace moci. Světští a církevní předáci hráli dominantní úlohu při určování nástupnictví na trůn již od smrti Rekkareda I. Velmoži a vojevůdci nebyli příliš ovlivněni královskými opatřeními, která měla v posledních desetiletích Vizigótské říše omezit jejich moc, když dokázali provést převrat.
Je pravděpodobné, že „invaze“ v tomto případě neznamenala napadení zvenčí, protože latinské regnum označovalo královský úřad a je tak pravděpodobné, že Roderich uzurpoval trůn. Nicméně existuje možnost, že sám Roderich v době, kdy proběhl převrat, byl v Hispanii Baetice, či dokonce v exilu. Bouří, která převrat doprovázela, je patrně míněno násilí, s toho, že legitimní král Witiza byl sesazen a zavražděn, či zda zemřel přirozenou smrtí. V těchto informacích není mezi badateli shoda. Někteří vědci předpokládají, že Agila II. Roderichův vzdorokrál v opozici, byl ve skutečnosti Witizův syn a dědic, Roderich ho tím připravil o jeho dědická práva.
Dříve historikové soudili, že vizogótský král Agila II. v posledních letech Vizigótské říše opanoval část území říše jako vzdorokrál a snad uzurpoval moc ve stejné době jako Roderich. Claudio Sánchez-Albornoz však tento názor vyvrátil, když dokázal, že Agila II. se dostal k moci až po Roderichově smrti. Odpadnutí Agilova vzdorokrálovství od Vizigótské říše dokazují nálezy mincí v oblastech Hispania Tarraconensis a Septimánie. Nalezené mince patřily Agilovi a předchozím vizigótským králům, zatímco žádné Roderichovy mince nalezeny nebyly. Mincí z období vlády krále Rodericha se dochovalo pouze dvanáct, všechny byly vyraženy buď v Toledu, nebo Egitanii. Tak nízký počet náhodných numismatických nálezů napovídá, že doba Roderichovy vlády nebyla dlouhá. Agila držel kontrolu pouze nad částí říše, jeho mince se tak vyskytují pouze na území, které přímo opanoval. Udaje z Continuatio Hispana o vnitřních rozporech mezi Vizigóty se vztahují až k době po Roderichově smrti.

## Rozdělené království
Po Roderichově uchopení moci se království rozdělilo na dva tábory, jihozápad s provincií Lusitánie a západní Hispánie okolo hlavního města Toledo byly v Roderichových rukách a severovýchod, Gallia Narbonensis a Hispania Tarraconensis, byly v rukách Agily II., jak potvrzují numismatické nálezy. Dvanáct nalezených mincí, jež nesly latinský nápis „Rvdericvs“, byly vyraženy v hlavním městě Toledu a „Egitanii“, což pravděpodobně je dnešní Idanha-a-Velha. Oblasti, kde byly mince jak Agily, tak Rodericha mince nalezeny se nepřekrývají a zdá se tak vysoce pravděpodobné, že existovali dva vládci a každý vládl v jiné části země. Není známo, komu z nich připadla Galície a Hispania Baetica. Nicméně se nezdá, že by se Agila a Roderich někdy vojensky střetli, pročež je nejlepším vysvětlením, že Roderich byl příliš zaměstnán arabským nájezdy, než aby se věnoval znovusjednocení království.
Vizigótské panovnické seznamy zmiňují vládu krále „Roderica“ trvající sedm let a šest měsíců, zatímco Chronicon Regum Visigothorum uvádí Agilovu vládu trvající tři roky. V kontrastu s panovnickými seznamy, které nemohou být datovány, podle Continuatio Hispany vládl král „Rodericus“ jeden rok. Roderichova vláda bývá datována od počátku roku 710 (výjimečně i od roku 709), nebo častěji od roku 711 až do roku 711 či 712. Vláda Agily II. začala pravděpodobně krátce po Roderichově vládě a trvala až do roku 713.

## Příčiny arabské invaze
Prameny pocházející z pozdější doby podávají zprávy, že jakýsi hrabě Julián (comes Julianus), Araby nazývaný Iljan, místodržící města Ceuta na africkém pobřeží se dopustil zrady a přešel na stranu Arabů. Při arabské invazi do Hispánie tak měl hrát zásadní roli. Podle legendy se Julián chtěl Roderichovi pomstít, protože jeho dcera čekala Roderichovo dítě. Nicméně tyto lidové a literární přibarvené legendy však nemají s historickým výzkumem nic společného. Ceuta v té době nepatřila Vizigótské říši, ale Africkému exarchátu, který patřil Byzantské říši. Nelze dnes s jistotou říci, kdo hrabě Julián byl, zda africkým exarchou, či vazalem Arabů nebo Vizigótů. V každém případě se předpokládá, že na soumraku Vizigótské říše nemohl hrát žádnou významnější úlohu.
Křesťanští historikové z 9.–10. století podávají zprávy o záhubě Vizigótů, která nastala v důsledku zrady. Podle nich Witizovi synové navrhli muslimům invazi na Pyrenejský poloostrov a jejich další postup také podporovali jako pomstu za to, že je Roderich připravil o nástupnictví na vizigótský trůn. Tyto zprávy však moderní historiografií byly shledány jako tendenční. Podle jiné verze invazi Arabům navrhl hrabě Julián, který se na ní také dále podílel.

## Muslimská invaze
Ještě dlouho před muslimskou invazí roku 711 musel dux Roderich, jako místodržící Hispanie Baetiky, odrážet muslimské nájezdy na vizigótské území. Podle Continuatio Hispany shromáždil armádu proti Arabům a Berberům, kteří pustošili jihošpanělské pobřeží a ničili města. Před osudovou bitvou na Guadalete Roderich podnikl několik odvetných výprav proti arabským nájezdníkům.
Když na jaře roku 711 na Gibraltaru přistála sedmitisícová muslimská armáda, skládající se převážně z Berberů, pod velením Tárika ibn Zijáda, Roderich zrovna se svou armádou operoval na severu země v Pyrenejích, kde na hranicích bojoval s Basky. Muslimové obsadili Carteyu, kde si zřídili předsunuté stanoviště, velení města Tárik ibn Zijád svěřil hraběti Juliánovi, zatímco Tárikova armáda čekala na posily. Tárikova váhavost umožnila Roderichovi se v létě stáhnout zpět na jih a postavit se proti 12 000 muslimům s údajně až stotisícovou germánskou armádou. Toto číslo je však značně přehnané, odhaduje se, že Roderichova armáda mohla být až desetkrát slabší. Continuatio Hispana uvádí, že na poslední výpravě Rodericha doprovázelo množství šlechticů, kteří si činili ambice na trůn, kteří snad mínili nechat krále v bitvě zabít, aby mohli trůn zabezpečit pro sebe. Roderich se arabským nájezdníkům postavil do cesty v údolí řeky Wadi Bekka, (dnes řeka Rio Salado) mezi jezerem Barbate a městem Medina-Sidonia.

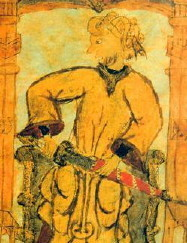
Tárik ibn Zijád dobývá Hispánii, evropská raněstředověká miniatura

Nakonec se obě armády střetly v bitvě na řece Guadalete, která trvala osm dní (19.–26. července), se germánská armáda nechala vlákat do nevýhodné pozice a oba synové krále Witizy, kteří veleli křídlům a další velmoži, Rodericha zradili a přešli na stranu muslimů. Vizigótská armáda byla zničena a padl i král Roderich. Královo tělo bylo poté z bojiště odneseno a pohřbeno ve městě Viseu v dnešním severním Portugalsku. Stejně tak se zdá, že v bitvě padla většina vizigótských velmožů, ať již si činili nároky na trůn, či nikoliv.
Přesné místo bitvy vyvolává mezi historiky dohady. Pravděpodobně se však odehrála někde u ústí řeky Guadalete, podle níž se bitva někdy nazývá bitva na Guadalete. Podle Jáhna Pavla bylo místem bitvy, jinak neidentifikovatelné, Transductos Promontorios.
Ačkoliv muslimské dobytí Pyrenejského poloostrova trvalo ještě několik let, tato bitva bylo pro osud Hispánie rozhodující. Mnozí historikové předpokládají, že Roderichův zpochybňovaný majestát mohl způsobit ve vojsku špatnou morálku a tím i vojenskou porážku; většinu germánských bojovníků také tvořili špatně vycvičení a násilím k armádě odvedení branci a přítomno bylo jen málo svobodných mužů. Nicméně pád celé říše nezpůsobila jedna bitva, ale to, že Vizigótská říše procházela krizí a úpadkem ještě před muslimským vpádem, který ji nakonec definitivně srazil na kolena. Na severu Hispánie se zbytky vizigótského panství udržely a staly se zárodky křesťanských států Kastie, Aragonu a Léonu. Zatímco pozdější arabské zdroje uvádějí dobytí Hispánie jako jednu událost na rozkaz muslimského guvernéra Ifríkie Núsy ibn Nusaira, podle Continuatio Hispany, která je v datech událostí mnohem blíže, Arabové začali pořádat neorganizované nájezdy proti vizigótskému území a pouze náhodou využili smrti krále Rodericha a neschopnosti vizigótské aristokracie. Historia Langobardorum sepsaná Jáhnem Pavlem říká, že Saracéni napadli „celou Hispánii“ z Ceuty, jež byla sídelním městem hraběte Juliána.
Rodrichova vdova Egila se později provdala za Abd al-Azíze, muslimského místodržícího Hispánie, který byl v březnu 716 zavražděn. Abd al-Azíz ibn Músá tímto sňatkem chtěl posílit svou moc a zároveň zajistit si loajalitu domácího křesťanskogótského a hispanořímského obyvatelstva.

## Historický náhled a odraz v kultuře

### Středověk
Během staletí muslimské nadvlády nad většinou Pyrenejského poloostrova se křesťané snažili nalézt náboženskou příčinu, která z jejich pohledu zavinila pád říše křesťanských Vizigótů. Křesťanští kronikáři v porážce spatřovali boží hněv a předpokládali, že se Vizigóti dopustili vážných hříchů, za které byli tímto potrestáni. Kvůli tomto pohledu byl náhled na poslední vizigótské panovníky, Witizu a Rodericha, spíše negativní. Ve 13. století byly legendy o údajných Roderichových hříšnostech plně rozvinuté, jak ukazují líčení kronikáře Rodriga Jiméneze de Rady.

### Novověk
V 16. století bylo vydáno několik výtisků díla Pedra del Corrala pocházející již z roku 1443 Crónica Sarracina (Saracénská kronika), či Crónica del rey Rodrigo con la destrucción de España (Kronika krále Rodriga a zničení Španělska). Jedná se však o fantazijní zpracování Roderichovy postavy. Na základě tohoto díla bylo zpracováno básnické dílo Romances del rey Rodrigo. Lope de Vega téma zpracoval ve své trilogii El postrer godo de España, vydané roku 1617. V 19. století postavu Rodericha ztvárnili mnozí autoři: španělský básník José Zorrilla ve svém díle El puñal del godo, roku 1811 skotský spisovatel Walter Scott (The Vision of Don Roderick), o rok později anglický básník Walter Savage Landor (v tragédii Count Julian), roku 1814 Robert Southey (Roderick, the Last of the Goths) a v roce 1875 Felix Dahn zkomponoval tragédii Král Roderich.
Americký spisovatel Washington Irving roku 1835 legendu o Roderichovi zpracoval ve svém díle Legends of the Conquest of Spain; většina byla napsána v době, kdy Irving žil ve Španělsku. Německý operní skladatel Georg Friedrich Händel příběh ztvárnil v dramatu Rodrigo, kde zachytil konflikt mezi Roderichem a hrabětem Juliánem.
Obvyklé španělské a portugalské křestní jméno Rodrigo a od něho odvozené španělské příjmení Rodríguez a jeho portugalský ekvivalent Rodrigues, může být přímo či nepřímo odvozeno od jména krále Rodericha.